# Olympische Geschichte Jemens
| Gelbes Symbol für Goldmedaillen mit stilisierten Olympischen Ringen | Graues Symbol für Silbermedaillen mit stilisierten Olympischen Ringen | Braundes Symbol für Bronzemedaillen mit stilisierten Olympischen Ringen |
| ------------------------------------------------------------------- | --------------------------------------------------------------------- | ----------------------------------------------------------------------- |
| —                                                                   | —                                                                     | —                                                                       |

Der Jemen, dessen Nationales Olympisches Komitee, die al-Ladschna al-ulimbiyya al-yamaniyya, 1971 gegründet und 1981 vom IOC anerkannt wurde, nimmt nach der Vereinigung des Südjemen mit dem Nordjemen seit 1992 an Olympischen Sommerspielen teil. Zuvor konnten jemenitische Sportler als Teil der Mannschaft des Nordjemens (1984 und 1988) und des Südjemens (1988) teilnehmen.
Zu Winterspielen wurden bislang keine Athleten geschickt. Jugendliche Athleten nahmen an beiden bislang ausgetragenen Jugend-Sommerspielen teil. Sportler aus dem Jemen konnten bislang keine Medaillen gewinnen.

## Übersicht

### Sommerspiele
Die erste Olympiamannschaft des Jemens bestand 1992 aus Leichtathleten und Judokas. Bei den folgenden Sommerspielen nahmen jemenitische Sportler in den Sportarten Ringen (seit 1996), Taekwondo und Schwimmen (seit 2004) und Turnen (seit 2008) teil.
Der erste jemenitische Athlet bei Olympischen Spielen war am 29. Juli 1992 der Judoka Yahia Mufarrih. Die erste jemenitische Frau bei Olympischen Spielen war am 27. September 2000 die Sprinterin Hana Ali Saleh.

### Jugendspiele
Fünf jugendliche Sportler, vier Jungen und ein Mädchen, gingen bei der ersten Austragung von Olympischen Jugend-Sommerspielen 2010 in Singapur im Schwimmen, Judo und in der Leichtathletik an den Start.
2014 in Nanjing nahmen drei Athleten, zwei Jungen und ein Mädchen, teil. Sie traten in der Leichtathletik, im Ringen und im Taekwondo an.

## Übersicht der Teilnehmer

### Sommerspiele
| Jahr      | Athleten                                                        | Athleten                                                        | Athleten                                                        | Flaggenträger                                                   | Sportarten                                                      | Sportarten                                                      | Sportarten                                                      | Sportarten                                                      | Sportarten                                                      | Sportarten                                                      | Medaillen                                                       | Medaillen                                                       | Medaillen                                                       | Medaillen                                                       | Rang                                                            |
| Jahr      | Gesamt                                                          | Männer                                                          | Frauen                                                          | Flaggenträger                                                   | Athletics                                                       | Judo                                                            | Ringen                                                          | Taekwondo                                                       | Schwimmen                                                       | Turnen                                                          |                                                                 |                                                                 |                                                                 | Total                                                           | Rang                                                            |
| --------- | --------------------------------------------------------------- | --------------------------------------------------------------- | --------------------------------------------------------------- | --------------------------------------------------------------- | --------------------------------------------------------------- | --------------------------------------------------------------- | --------------------------------------------------------------- | --------------------------------------------------------------- | --------------------------------------------------------------- | --------------------------------------------------------------- | --------------------------------------------------------------- | --------------------------------------------------------------- | --------------------------------------------------------------- | --------------------------------------------------------------- | --------------------------------------------------------------- |
| 1896–1980 | nicht teilgenommen                                              | nicht teilgenommen                                              | nicht teilgenommen                                              | nicht teilgenommen                                              | nicht teilgenommen                                              | nicht teilgenommen                                              | nicht teilgenommen                                              | nicht teilgenommen                                              | nicht teilgenommen                                              | nicht teilgenommen                                              | nicht teilgenommen                                              | nicht teilgenommen                                              | nicht teilgenommen                                              | nicht teilgenommen                                              | nicht teilgenommen                                              |
| 1984      | Teilnahme für die Mannschaft des Nordjemens                     | Teilnahme für die Mannschaft des Nordjemens                     | Teilnahme für die Mannschaft des Nordjemens                     | Teilnahme für die Mannschaft des Nordjemens                     | Teilnahme für die Mannschaft des Nordjemens                     | Teilnahme für die Mannschaft des Nordjemens                     | Teilnahme für die Mannschaft des Nordjemens                     | Teilnahme für die Mannschaft des Nordjemens                     | Teilnahme für die Mannschaft des Nordjemens                     | Teilnahme für die Mannschaft des Nordjemens                     | Teilnahme für die Mannschaft des Nordjemens                     | Teilnahme für die Mannschaft des Nordjemens                     | Teilnahme für die Mannschaft des Nordjemens                     | Teilnahme für die Mannschaft des Nordjemens                     | Teilnahme für die Mannschaft des Nordjemens                     |
| 1988      | Teilnahme für die Mannschaftes des Nordjemens und des Südjemens | Teilnahme für die Mannschaftes des Nordjemens und des Südjemens | Teilnahme für die Mannschaftes des Nordjemens und des Südjemens | Teilnahme für die Mannschaftes des Nordjemens und des Südjemens | Teilnahme für die Mannschaftes des Nordjemens und des Südjemens | Teilnahme für die Mannschaftes des Nordjemens und des Südjemens | Teilnahme für die Mannschaftes des Nordjemens und des Südjemens | Teilnahme für die Mannschaftes des Nordjemens und des Südjemens | Teilnahme für die Mannschaftes des Nordjemens und des Südjemens | Teilnahme für die Mannschaftes des Nordjemens und des Südjemens | Teilnahme für die Mannschaftes des Nordjemens und des Südjemens | Teilnahme für die Mannschaftes des Nordjemens und des Südjemens | Teilnahme für die Mannschaftes des Nordjemens und des Südjemens | Teilnahme für die Mannschaftes des Nordjemens und des Südjemens | Teilnahme für die Mannschaftes des Nordjemens und des Südjemens |
| 1992      | 8                                                               | 8                                                               | 0                                                               |                                                                 | 3                                                               | 5                                                               |                                                                 |                                                                 |                                                                 |                                                                 |                                                                 |                                                                 |                                                                 |                                                                 |                                                                 |
| 1996      | 4                                                               | 4                                                               | 0                                                               | Abdullah al-Izani                                               | 3                                                               |                                                                 | 1                                                               |                                                                 |                                                                 |                                                                 |                                                                 |                                                                 |                                                                 |                                                                 |                                                                 |
| 2000      | 2                                                               | 1                                                               | 1                                                               | Basheer al-Khewani                                              | 2                                                               |                                                                 |                                                                 |                                                                 |                                                                 |                                                                 |                                                                 |                                                                 |                                                                 |                                                                 |                                                                 |
| 2004      | 3                                                               | 3                                                               | 0                                                               | Akram Abdullah                                                  | 1                                                               |                                                                 |                                                                 | 1                                                               | 1                                                               |                                                                 |                                                                 |                                                                 |                                                                 |                                                                 |                                                                 |
| 2008      | 5                                                               | 4                                                               | 1                                                               | Mohammed al-Yafaee                                              | 2                                                               | 1                                                               |                                                                 |                                                                 | 1                                                               | 1                                                               |                                                                 |                                                                 |                                                                 |                                                                 |                                                                 |
| 2012      | 4                                                               | 3                                                               | 1                                                               | Tameen al-Kubati                                                | 2                                                               | 1                                                               |                                                                 | 1                                                               |                                                                 |                                                                 |                                                                 |                                                                 |                                                                 |                                                                 |                                                                 |
| 2016      | 3                                                               | 2                                                               | 1                                                               | Zeyad Mater                                                     | 1                                                               | 1                                                               |                                                                 |                                                                 | 1                                                               |                                                                 |                                                                 |                                                                 |                                                                 |                                                                 |                                                                 |
| Gesamt    | Gesamt                                                          | Gesamt                                                          | Gesamt                                                          | Gesamt                                                          | Gesamt                                                          | Gesamt                                                          | Gesamt                                                          | Gesamt                                                          | Gesamt                                                          | Gesamt                                                          | 0                                                               | 0                                                               | 0                                                               | 0                                                               | -                                                               |

### Winterspiele
| Jahr      | Athleten           | Athleten           | Athleten           | Flaggenträger      | Sportarten         | Medaillen          | Medaillen          | Medaillen          | Medaillen          | Medaillen          |
| Jahr      | Gesamt             | m                  | w                  | Flaggenträger      | Sportarten         |                    |                    |                    | Gesamt             | Rang               |
| --------- | ------------------ | ------------------ | ------------------ | ------------------ | ------------------ | ------------------ | ------------------ | ------------------ | ------------------ | ------------------ |
| 1924–2018 | nicht teilgenommen | nicht teilgenommen | nicht teilgenommen | nicht teilgenommen | nicht teilgenommen | nicht teilgenommen | nicht teilgenommen | nicht teilgenommen | nicht teilgenommen | nicht teilgenommen |
| Gesamt    | Gesamt             | Gesamt             | Gesamt             | Gesamt             | Gesamt             | 0                  | 0                  | 0                  | 0                  | -                  |

## Medaillengewinner

### Goldmedaillen
Bislang (Stand 2017) keine Medaillengewinner

### Silbermedaillen
Bislang (Stand 2017) keine Medaillengewinner

### Bronzemedaillen
Bislang (Stand 2017) keine Medaillengewinner